# Storagetek
Storage Technology Corporation (StorageTek or STK), va ser una companyia tecnològica especialitzada en tecnologia d'emmagatzematge de dades amb seu central en Louisville, Colorado(Estats Units), i amb plantes de fabricació en Ponce (Puerto Rico), Linlithgow (Escòcia) i Toulouse (França). Entre els seus productes de major èxit cal destacar les llibreries automàtiques de cinta per a solucions de backup i els sistemes virtuals de cinta per a entorns mainframe (VSM, Virtual Storage Manager). Va ser adquirida per Sun Microsystems a l'agost de 2006, que va mantenir el nom comercial "StorageTek" per a la seva línia de productes d'emmagatzematge i respatller. Posteriorment Sun Microsystems va ser adquirida per la companyia de programari Oracle, el gener de 2010.

## Breu Història
StorageTek va ser fundada l'any 1969 per quatre enginyers procedents de la multinacional IBM: Jesse Awieda, Juan Rodríguez, Thomas S. Kavanagh i Zoltan Herger. L'empresa es va denominar inicialment "Storage Technology Corporation", però a partir de 1983 pas a ser coneguda com a StorageTek. Va néixer amb la idea de competir amb la predominança d'IBM en tecnologies d'emmagatzematge en cinta magnètica i posteriorment es va expandir a competir al mercat d'impressores. En els anys '70, StorageTek va llançar amb èxit la seva divisió de productes d'Emmagatzematge en Disc.
Una sèrie de fracassos successius, inclòs un intent fallit per desenvolupar un sistema mainframe compatible IBM i el desenvolupament d'una línia de discos òptics, van portar a la companyia a la fallida (US Chapter 11) el 1984.
La confiança d'un nou grup d'inversors va permetre rellançar novament la companyia, focalitzada en la fabricació de llibreries automatitzades de cinta, un sistema que permetia emmagatzemar els cartutxos de cinta magnètica en sitges mitjançant la utilització d'un braç de robot intel·ligent. StorageTek va emergir novament el 1987 com un jugador dominant al mercat de llibreries automatitzades de cintes. Els seus productes més importants van ser el Powderhorn 9310, una sitja amb tecnologia capaç d'albergar fins a 96.000 cartutxos de cinta, i les unitats de cinta STK T9840 i T9940.
En 1999 va treure al mercat la seva solució de cinta virtual per a entorns mainframe coneguda com a VSM, de les seves sigles en anglès Virtual Storage Manager, producte amb el qual va arribar a dominar el mercat de cinta virtual.
L'any 2005 va llançar al mercat la seva llibreria automatitzada de cintes StreamLine™ SL8500, destinada a consolidar els entorns de cinta magnètica de tota l'empresa, gràcies a la seva capacitat per connectar-se simultàniament a múltiples servidors, punt mainframes com a servidors Unix, Linux, o Windows. Aquest mateix any llançava també la seva unitat de cinta magnètica d'alta capacitat StorageTek T10000 Timberline, un sistema de cinta que començava amb capacitat per emmagatzemar fins a 50 GB de dades en un mateix cartutx, amb una velocitat de transferència de 120MB/s.
StorageTek va adquirir nombroses companyies tecnològiques del món de l'emmagatzematge, entre les quals destaquen Documation (1980), Aspen Peripherals Corporation (1989), Network Systems Corporation (1995), Storability (2005) i NetIX (2005)
El 2 de juny 2 de 2005, Sun Microsystems (NASDAQ: JAVA) anunciava la compra de Storage Technology Corporation ("StorageTek") per un total de 4.100 milions de dòlars en metàl·lic, pagant un import de 37,00 dòlars per cada acció. En aquell moment, StorageTek estava dirigida per Pat Martin, CEO. L'adquisició es va completar el 31 d'agost de 2005.
El 27 de gener de 2010, Sun Microsystems va ser adquirida per Oracle Corporation (NASDAQ: ORCL) per un total de 7.400 milions de dòlars, o 9,5 dòlars per acció, mitjançant una acord entre ambdues companyies de data 20 d'abril de 2009.

## Fites tecnològiques[calcitació]
- 1970 - StorageTek llança al mercat el seu primer producte, la unitat de cinta 2450/2470.
- 1971 - StorageTek llança el seu dispositiu d'emmagatzematge en cinta 3400
- 1973 - StorageTek funda la seva divisió d'emmagatzematge en Disc
- 1974 - StorageTek comença la comercialització de la seva unitat de cinta 3600
- 1975 - StorageTek comença la comercialització de la seva primera unitat de disc 8000 Super Disk i anuncia el primer sistema de diso 8350
- 1978 - StorageTek desenvolupa el disc d'estat sòlid
- 1984 - StorageTek anuncia la seva fallida. En el seu rellançament es concentra en el mercat d'automatització de cinta
- 1986 - StorageTek desenvolupa el primer disc cache
- 1987 - StorageTek desenvolupa la seva "tape automation" i emergeix del Chapter 11.
- 1994 - StorageTek desenvolupa el primer disc virtual
- 1998 - StorageTek anuncia la sèrie de discos Flexline
- 2001 - StorageTek desenvolupa la tecnologia de cinta virtual
- 2002 - StorageTek anuncia el BladeStore, el primer disc basat en tecnologies LLIGA.
- 2003 - StorageTek anuncia el seu EchoView, una solució per a protecció contínua de dades basada en un applicació de disc que elimina la finestra de backup
- 2005 - StorageTek anuncia la llibrería StreamLine SL8500 "modular library system".

## Productes
- Llibreries de cintes: L700, L700i, L180, L5500, SL500, SL3000, SL8500
- Unitats de cinta: StorageTek 9940, 9840C, T9840D, T10000A, T10000B, T10000C
- Unitats de cinta (rebranded): LTO, SDLT, DLT
- Disk arrays: ST9990, ST9985, ST6540, ST6140
- Fibre Channel, SAS, RAID and SCSI HBAs.